# Dresdner Studentenprozesse
Die Dresdner Studentenprozesse waren ab 1959 mehrere politische Prozesse gegen Dresdner Studenten wegen eines studentischen 16-Punkte-Programms für Demokratie und Rechtsstaatlichkeit in der DDR.  Für die meisten Angeklagten endeten sie mit hohen Zuchthausstrafen.

## Geschichte
Studenten der Technischen Hochschule Dresden aus den Fachbereichen Technologie und der Elektrotechnik hatten sich zu einer oppositionellen Gruppe zusammengefunden, um mit einem am Vorbild der Budapester Studenten von 1956 orientierten 16-Punkte-Programm die Gesellschaft in Richtung Demokratie und Rechtsstaatlichkeit zu verändern.  Die DDR reagierte mit Infiltration und Überwachung durch das Ministerium für Staatssicherheit.
Es kam in der Folge im April 1959 zu einem ersten Verfahren gegen 14 Studenten vor dem Bezirksgericht Dresden. Werner Gruner, der von 1958 bis 1961 als Nachfolger von Kurt Pommer Rektor der TH Dresden war, lud Studentenvertreter der Freien Universität Berlin und der TH Berlin-Charlottenburg ein, den ersten Dresdner Studentenprozess mitzuerleben. Im ersten Prozess 1959 erfolgten Verurteilungen wegen Flugblattaktionen, Kontakten nach Westberlin oder wegen des Besitzes von „antisowjetischem Propagandamaterial“ und „Spionage“. Die im Prozess verhängten unverhältnismäßig hohen Zuchthausstrafen u. a. gegen Gerhard Bauer, den politischen Kopf der Gruppe,  sollten offensichtlich abschreckend auf mögliche Nachahmer wirken. Nachdem daraufhin in West-Berlin auf einer Pressekonferenz nationale und internationale Medien über den Prozess informiert wurden, fand der zweite Studentenprozess in Dresden dann hinter verschlossenen Türen statt.
Gerhard Bauer und seine zu Zuchthausstrafen verurteilten Mitangeklagten wurden 1964 aus dem Zuchthaus entlassen.